# Christophe Freyss
Christophe Freyss (Strasburgo, 30 agosto 1956) è un allenatore di tennis ed ex tennista francese.

## Carriera
In carriera ha raggiunto due finali nel singolare e una nel doppio. Nei tornei del Grande Slam ha ottenuto il suo miglior risultato raggiungendo il secondo turno nel singolare agli US Open nel 1978 e all'Open di Francia nel 1979, nel doppio all'Open di Francia nel 1977 e 1980, e nel doppio misto sempre all'Open di Francia nel 1987.

## Statistiche

### Singolare

#### Finali perse (2)
| Numero | Anno             | Torneo                           | Superficie  | Avversario in finale | Punteggio          |
| 1.     | 26 maggio 1980   | BMW Open, Monaco di Baviera      | Terra rossa | Rolf Gehring         | 2-6, 6-0, 2-6, 2-6 |
| 2.     | 30 novembre 1980 | Santiago Open, Santiago del Cile | Terra rossa | Víctor Pecci         | 6-4, 4-6, 3-6      |

### Doppio

#### Finali perse (1)
| Numero | Anno         | Torneo               | Superficie  | Compagno      | Avversari in finale        | Punteggio     |
| 1.     | 9 marzo 1980 | Cairo Open, Il Cairo | Terra rossa | Bernard Fritz | Ismail El Shafei Tom Okker | 3-6, 6-3, 3-6 |